# Torre de la Babotte
La Torre de la Babotte, (en francés: Tour de la Babotte) es una construcción defensiva, único resto, junto con la Torre de los Pinos (Tour des Pins) que queda de las murallas de la ciudad francesa de Montpellier. En el siglo XVIII estuvo instalado en ella un observatorio astronómico. En el siglo XX el citado observatorio volvió a tener actividad. Actualmente la torre está ocupada por la Federación de Astronomía Popular del Midi.

## Historia
La Torre de la Babotte era una de las 25 torres de que constaba la fortificación que defendía la ciudad de Montpellier, construida entre finales del siglo XII y principios del XIII, de la que únicamente sobreviven dos, la de la Babotte y la de los Pinos. Tiene una altura de 26 metros.

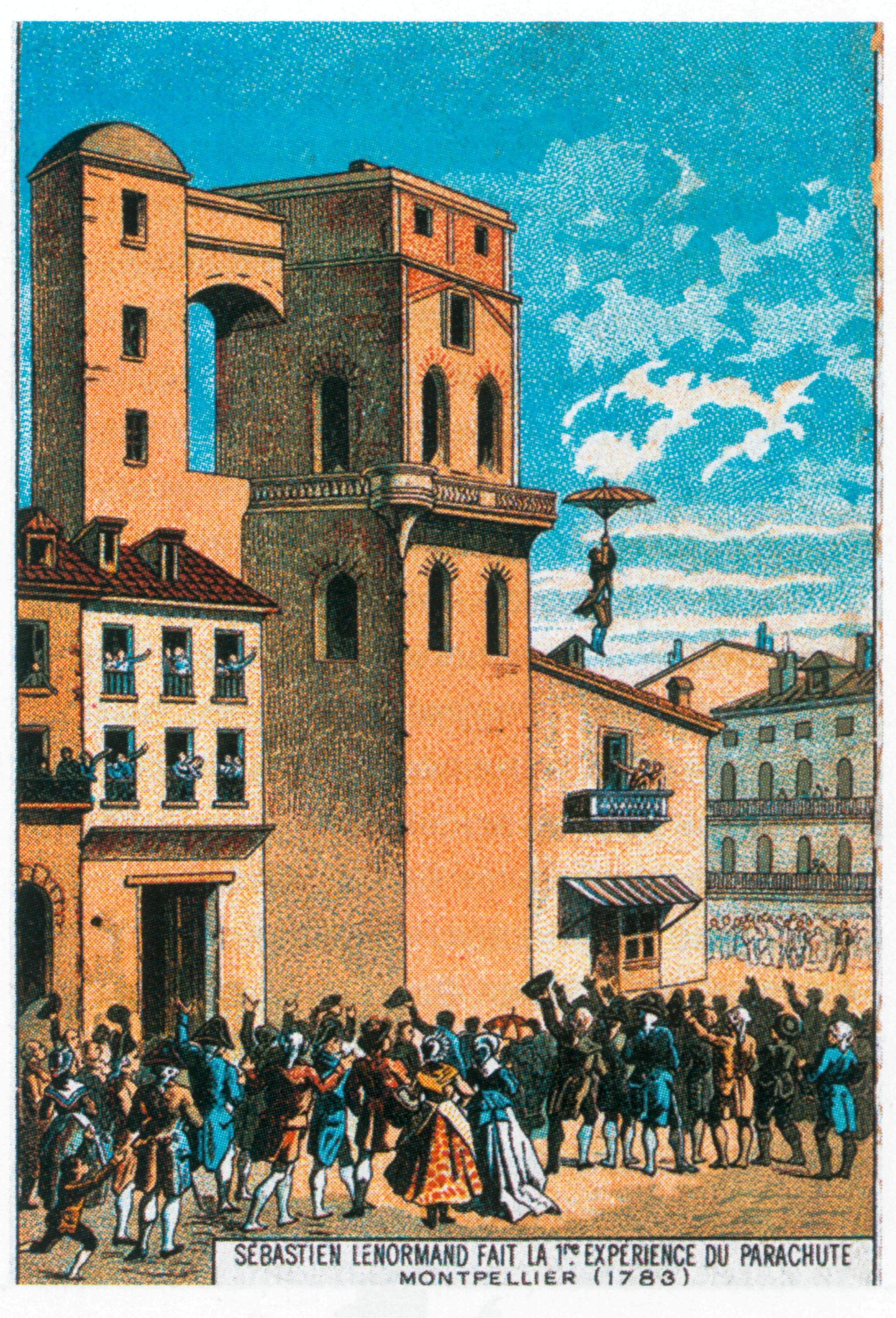
Estampa que representa el salto de Louis-Sébastien Lenormand con un primitivo paracaídas desde la Torre de la Babotte.

En 1739, la Sociedad Real de las Ciencias solicitó la autorización para construir un observatorio astronómico, lo que fue concedido por el Estado del Languedoc en 1740. El emplazamiento elegido fue una de las torres de la muralla sobre la que se construyó un edificio para sede del observatorio. Los trabajos finalizaron en 1745. 
El 23 de diciembre de 1783, Louis-Sébastien Lenormand, inventor francés del paracaídas, se lanzó desde la torre para hacer una demostración de su invento. 
El observatorio se mantuvo en funcionamiento hasta que en 1793 la Sociedad Real de las Ciencias fue disuelta durante la Revolución francesa.
En 1832 fue instalado en la torre un telégrafo óptico que estuvo en funcionamiento durante veintitrés años, cuando se popularizó el telégrafo a hilo. De 1855 a 1890 la Facultad de Ciencias de Montpellier se instaló en el edificio donde se volvieron a realizar estudios astronómicos y meteorológicos. Con el traslado de la facultad a unos nuevos locales, el edificio pasó a ser ocupado por la Sociedad Colombófila de Montpellier instalando allí sus palomares.
En 1903 el edificio volvió de nuevo a manos de una sociedad astronómica, la Sociedad Flammarion, hasta 1950 en que el Ayuntamiento de Montpellier instaló en él un Museo de Historia de la ciudad. En 1981 el edificio fue entregado a la Federación de Astronomía Popular del Midi que lo sigue ocupando en la actualidad.
Como observatorio astronómico, figura en la Lista de Códigos de Observatorios del Minor Planet Center con el código 003.

## Protección
La torre está declarada Monumento Histórico por el Ministerio de Cultura de Francia.